# Résistome
Le résistome se définit en bactériologie comme l'ensemble des gènes de résistance à un ou plusieurs antibiotiques donnés dans un compartiment donné de l'environnement. 
Par extension, en génétique animale, on donne aussi le nom de résistome à l'ensemble des gènes contrôlant la résistance à une maladie.

## Enjeux
L'antibiorésistance pose des problèmes croissants, notamment dans le champ des maladies zoonotiques. Un enjeu est d'identifier pour différents compartiments de l'environnement les relations source-voie-récepteur-impact-atténuation possible-résilience

### Résistome aéroporté
Les environnements anthropisés sont souvent devenus des points chauds de résistome antibiotique, y compris en suspension dans l'air (de nombreuses bactéries résistantes aux antibiotiques (et donc leurs gènes de résistance) sont retrouvés dans les bioaérosols des zones d'élevage et des zones urbaines et de certaines zones très anthropisées.
Un de enjeux de santé (y compris dans une approche One Health est de mieux comprendre les liens dose-réponse pour mieux modéliser et étudier les risques pour la santé humaine et animale.

## Séquençage
À l'échelle d'une souche bactérienne, le résistome peut être appréhendé par le séquençage du génome et l'identification des gènes de résistance.
Dans un environnement plus complexe, une approche de métagénomique fonctionnelle peut être appliquée.